# أرخبيل غورونغ
أرخبيل غورونغ وهي مجموعة جزر تقع بين جزيرة سيرام وأرخبيل واتوبيلا في جزر الملوك في إندونيسيا وهي تتبع مقاطعة مالوكو.